# Fingerhaus
Die Fingerhaus GmbH (Eigenschreibweise: FingerHaus) ist ein deutscher Hersteller von Häusern in Holzfertigbauweise mit Sitz in Frankenberg (Eder).
Fingerhaus befindet sich über die Finger GmbH + Co. KG, Vermögensverwaltung im Familienbesitz.

## Geschichte
Heinrich Finger gründete 1820 eine Zimmerei in der hessischen Gemeinde Burgwald. Das Hauptgewerbe war zunächst der Bau von Dachstühlen, Scheunen und landwirtschaftlichen Gebäuden, bis 1948 mit dem Bau des ersten Finger-Hauses der Einstieg in die Fertighausproduktion erfolgte.
1991 wurde zur Erweiterung der Fertigungskapazität die Hausproduktion von Burgwälder Ortsteil Bottendorf nach Frankenberg verlagert, wo sich auch heute noch der Hauptstandort mit Fertigung und Verwaltung des Unternehmens befinden.
Das erste Finger-Musterhaus wurde 1983 in Frankenberg eröffnet. Derzeit sind deutschlandweit 26 Musterhäuser zu besichtigen, davon drei im Musterhauspark am Standort des Unternehmens.
Mit dem Zukauf eines Werkes für Beton-Fertigteilkeller und Bodenplatten im pfälzischen Waldmohr wurde Fingerhaus im Jahre 2009 zum Komplettanbieter.
Sowohl die Produktionsstätten als auch die Planung und Verwaltung des Unternehmens wurden seit dem Umzug 1992 in den folgenden Jahren immer wieder erweitert. Betrieben werden ein automatisches Plattenbearbeitungszentrum, drei Abbundanlagen und einer Automatisierung im Bereich Riegelwerk und Plattenvorlage. Jährlich können bis zu 750 Häuser produziert werden.
2002 erfolgte die Eröffnung eines Bauherrenzentrums, das neben Informationen für Interessenten und Bauherren auch auf über 2000 Quadratmetern die Ausstellung für die Ausstattung der Kundenhäuser beherbergt.
Als Geschäftsführer der Fingerhaus GmbH fungieren Klaus Cronau (seit 2005) und Mathias Schäfer (seit 2007), die die beiden Seniorgeschäftsführer Hans-Adam Ochse und Willi Schäfer ablösten.
Seit 2005 setzt das Unternehmen beim Beheizen der Fertighäuser auf Heizsysteme ohne fossile Energieträger. Seit 2016 werden alle Finger-Häuser mit regenerativen Heizsystemen ausgestattet.
Fingerhaus ist Mitglied im „Bundesverband Deutscher Fertigbau“.

## Produkte
- Einfamilienhäuser, Mehrfamilienhäuser und Reihenhäuser in verschiedenen Ausbaustufen bis zur schlüsselfertigen Ausbaustufe.
- An- und Umbauten von Wohngebäuden, Aufstockungen
- Funktionsgebäude wie Praxen, Kindergärten, Verwaltungs- und Geschäftsgebäude etc.
- Mehrgeschossbauten in Hybridbauweise (Mischbauweise aus Betonbau und Holztafelbauweise)[1]

## Unternehmensgruppe
Neben der FingerHaus GmbH gehören weitere Schwesterunternehmen zur Unternehmensgruppe:
- Finger-Holzbau GmbH: Fertigung von Vollholz und Stahlholztreppen für Finger-Häuser und andere Bauträger[6]
- MB Effizienzkeller GmbH: Erstellung von Fundamentplatten und Fertigteilkellern[7]
- Finger-Haustechnik GmbH: Installation, Inbetriebnahme und Wartung von Heizungsanlagen sowie Haus- und Energietechnik[8]
- FingerWohnbau GmbH: Bauträger zur Entwicklung von Wohnprojekten in den Metropolregionen Rhein-Main und Rhein-Neckar[9]